# بخش دیشموک
بخش دیشموک یکی از بخش‌های شهرستان کهگیلویه در استان کهگیلویه و بویراحمد ایران است.

## تقسیمات
- بخش دیشموک
  - دهستان بهمئی سرحدی شرقی
  - دهستان بهمئی سرحدی غربی
  - دهستان آجم

شهر: دیشموک

## جمعیت
بنابر سرشماری مرکز آمار ایران، جمعیت بخش دیشموک شهرستان کهگیلویه در سال ۱۳۹۵ برابر با ۲۰۷۴۶ نفر بوده‌است.